# فاطمة بوشان
فاطمة بوشان (مواليد 23 أكتوبر 1954) هي ممثلة مغربية أمازيغية، شاركت في الكثير من الأعمال الأمازيغية والمسرحيات وكذلك شاركت في عدة أعمال في السينما والتلفزيون مثل بطولة فيلم الحاجات.

## مسيرتها
فاطمة بوشان هي من مواليد 23 أكتوبر سنة 1954 بمدينة الدشيرة الجهادية. بدأت مسيرتها الفنية مبكرا حيث كانت أولى مشاركاتها سنة 1994 في فيلم ليتهال أومغار لمحمد مرنيش. شاركت في نفس السنة في فيلم تامغارت وورغ للحسين بوزݣارن والذي أعطى البداية للسينما الناطقة بالأمازيغية في المغرب. زادت شهرة فاطمة بوشان سنة 2002 بعد مشاركتها في فيلم حمو نامير من إخراج فاطمة بوبكدي ومسلسل تݣمي مقورن لعبد العزيز أوالسايح في 2011. وانتقلت للتمثيل في الأفلام المغربية من خلال أفلام منها الطريق إلى كابول سنة 2012 لإبراهيم الشكيري والحاجّات سنة 2017.
ساهمت إلى جانب التمثيل في الكتابة والإخراج خاصة في السينما الأمازيغية. قدمت في مجال الإخراج أعمالاً منها: بولملاين سنة 1994، و حماد إنو في 2006 ،و نقركا سماماس 2009. وأنجزت في مجال الكتابة أعمالاً مثل: غايللي إكرز إمكرت 2005 ، و تلايت 2007.

## أعمالها

### أفلام
- 1994: ليتهال أومغار
- 1994: تامغارت وورغ
- 2002: حمو نامير
- 2006: حماد انو
- 2012: الطريق إلى كابول
- 2017: الحاجّات

### مسلسلات
- 2011: تݣمي مقورن
- 2013: زهر أومريشة

## روابط خارجية
- فاطمة بوشين على موقع IMDb (الإنجليزية)
- فاطمة بوشين على موقع ألو سيني (الفرنسية)
- فاطمة بوشين على موقع قاعدة بيانات الفيلم (الإنجليزية)